# BKS Bank
BKS Bank (Bank für Kärnten und Steiermark) is een beursgenoteerde bank in Oostenrijk met het hoofdkantoor in Klagenfurt.
BKS bank vormt samen met de Oberbank en BTV (Bank für Tirol und Vorarlberg) de 3-banken-gruppe.
Verder heeft BKS bank internationale vestigingen in Slovenië, Kroatië, Slowakije, Italië en Hongarije.